# Matigramma laena
Matigramma laena là một loài bướm đêm trong họ Erebidae.